# Václav Šmídl
Václav Šmídl   (Praga, 18 de març de 1940) és un ex-jugador de voleibol txec que va competir sota bandera txecoslovaca durant les dècades de 1950 i 1960.
El 1964 va prendre part en els Jocs Olímpics de Tòquio, on guanyà la medalla de plata en la competició de voleibol. En el seu palmarès també destaquen una medalla d'or (1966) i dues de plata (1960 i 1962) al Campionat del Món de voleibol, i una d'or al Campionat d'Europa de 1967. A nivell de clubs guanyà sis lligues txecoslovaques. Posteriorment va exercir d'entrenador en diversos equips txecs.